# Ahníkovská lípa
Ahníkovská lípa je památný strom lípa malolistá (Tilia cordata) na k. ú. Ahníkov v obci Málkov v okrese Chomutov v Ústeckém kraji.
Strom roste v nadmořské výšce 390 m v Mostecké pánve nad pravým břehem vodního přivaděče Ohře–Bílina v Málkově na travnaté ploše vedle komunikace u sloupu Nejsvětější Trojice.

## Základní údaje
Obvod kmene měří 438 cm, koruna stromu dosahuje do výšky 12 metrů (měření 2009). V roce 2009 bylo stáří stromu odhadováno na 400 let.
Lípa je chráněna od roku 2000 jako esteticky zajímavý strom s významným stářím a vzrůstem.

## Stromy v okolí
- Zelenská lípa
- Lípy u kapličky v Málkově
- Lípa v Místě na hřbitově
- Prunéřovská lípa